# Вариатор

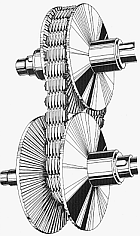
Клиноремённый вариатор с клиновой цепью

Вариа́тор (лат. variātor «изменитель») — устройство, передающее крутящий момент и способное плавно менять передаточное отношение в некотором диапазоне регулирования. Изменение передаточного отношения может производиться автоматически, по заданной программе или вручную. В автомобилестроении имеет обозначение CVT (англ. Continuously Variable Transmission).

## Описание
Диапазон регулирования (отношение наибольшего передаточного числа к наименьшему) обычно 3—6, реже 10—12.
Вариатор применяется в механизмах, машинах (агрегатах), где требуется бесступенчато изменять передаточное отношение: автомобилях, мотороллерах, снегоходах, квадроциклах, конвейерах, металлорежущих станках, мешалках и др. Бесступенчатые передачи нашли широкое применение в приводах мотороллеров. Также было создано несколько мотоциклов, в которых использовалась бесступенчатая трансмиссия, одной из наиболее характерных моделей является Aprilia Mana 850.

В стационарных устройствах вместо вариаторов обычно применяется регулируемый электропривод.
Трансмиссия состоит из вариатора, расположенного на коленчатом валу, приводного ремня и узла центробежной муфты, соединённой с парой скользящих дисков, и пружины натяжения ремня, расположенной на валу главной передачи. При обеспечении достаточного охлаждения, использовании прочных материалов и предотвращении попадания грязи (например, песка) внутрь коробка передач может передавать очень высокую мощность и работать много десятков тысяч километров, после чего потребуется заменить изношенный приводной ремень и вариатор. 

В некоторых вариаторах также применяются гидротрансформаторы.
В последних автомобильных решениях для автоматических коробок передач (CVT) для передачи крутящего момента используются специальные цепи с пластинами очень высокой прочности, расположенными поперек оси цепи. Они заменили клиновые ремни. Это решение используют, в частности, Audi, Honda, Mitsubishi, Nissan (Altima, Cube, Juke, Maxima, Micra, Murano, Note, Qashqai, Rogue, Sentra, Sunny, Tiida и др.), Сузуки и Тойота.

### Сопутствующая терминология
Передаточное отношение вариатора
Отношение угловой скорости входного вала к угловой скорости выходного вала.
Диапазон регулирования вариатора
Отношение максимальной частоты вращения ведомого элемента вариатора к его  минимальной частоте вращения при постоянной частоте вращения ведущего элемента.
Механизм регулирования вариатора
Механизм, предназначенный для изменения частоты вращения выходного вала или постоянной частоте вращения входного вала (или поддержания постоянной частоты вращения выходного вала при изменяемой частоте вращения входного вала).

## Фрикционные вариаторы с гибкой связью
Вариатор, в котором крутящий момент с ведущего на ведомое звено передаётся гибкой связью в виде ремня или цепи. Ведущее и ведомое звено всегда расположены на параллельных осях.

### Вариатор с широким клиновым ремнём

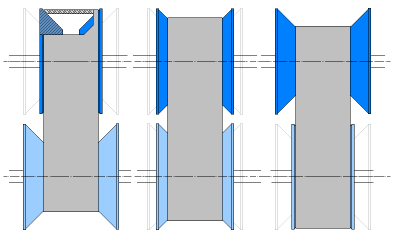
Фрикционный вариатор с гибкой связью и 4 подвижными конусными дисками

Paботa клиноременного и клиноцепного вариаторов. Передаточное отношение в пределах диапазона регулирования здесь изменяется посредством взаимообратного изменения расстояния между парой соосных дисков

Принципиальная конструкция на иллюстрации. Гибкая связь — клиновой ремень, с трапециедальным профилем и с соотношением высоты к ширине порядка 0,3. Ведущие и ведомые звенья вариатора — две пары конических дисков (или один конический и один плоский в каждой паре), образующих клиновую впадину и имеющих возможность осевого смещения по валу вариатора без относительного вращения.
Передаточное отношение в пределах диапазона регулирования здесь изменяется посредством взаимообратного изменения расстояния между парой соосных дисков, что переводит гибкую связь на иной радиус соединения (при этом увеличение радиуса соединения со стороны ведущих дисков приводит к уменьшению радиуса соединения со стороны ведомых дисков и наоборот). Осевую подвижность могут иметь как все 4 диска, так и только по одному в каждой паре. Механизм регулирования вариатора в принципе может обеспечивать постоянную величину натяжения ремня, независимо от степени износа, но это не всегда бывает реализовано. Управление регулированием может быть как автоматическим, так и вручную, посредством шпинделя или рычага. Сама управляющая система может быть механической, гидравлической или комбинированной. Диапазон регулирования определяется диаметром дисков и может быть асимметричным относительно прямой передачи.
Применяются в различных технологических машинах (в том числе станках). Применяются в качестве основного узла, осуществляющего бесступенчатое изменение крутящего момента и частоты вращения в автоматических бесступенчатых трансмиссиях дорожных автомобилей и мототехники (в основном с моторам относительно небольшой мощности). Работа вариатора в автомобилях обычно полностью автоматизирована.

### Вариатор клиноцепной
Принципиальная конструкция и способ регулирования в общем идентичны вариатору с клиновым ремнём. Могут применяться два вида цепей: пластинчатая цепь и фрикционная роликовая цепь. В пластинчатой цепи соединение с дисками перемещающихся в поперечном направлении платин цепи происходит как за счёт сил зацепления, так и за счёт сил трения. При этом сами конусные диски имеют радиальные зубья. Во фрикционной роликовой цепи соединение с дисками происходит только за счёт сил трения. При этом сами диски имеют гладкую поверхность, а конусность может быть только у одного в каждой паре, а второй диск может быть плоским.
Позволяют передавать большие значения крутящего момента, чем вариаторы с клиновым ремнём. Широко применяются в автомобилестроении, в бесступенчатых автоматических трансмиссиях дорожных легковых автомобилей. 

### Конусный вариатор

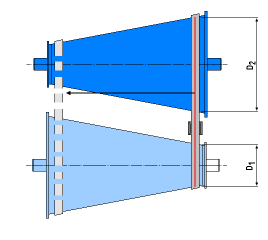
Фрикционный конусный вариатор

Принципиальная конструкция на иллюстрации.
Двухконусный вариатор — это наиболее популярный вариаторный механизм в автопроме. Из плюсов это низкая себестоимость производства, которая снижает себестоимость готового автомобиля, плавное регулирование передаточных чисел и относительная компактность. Из минусов — очень слабая и ненадёжная конструкция, склонная к поломкам с низким ресурсом по пробегу.
Носители конусных вариаторов вместо коробки передач:
Некоторые автомобили серийного производства используют CVT вместо коробок передач, это некоторые модификации ВАЗовской «Лады Весты», так же «Nissan Quashqai», «Changan» и автомобили других марок, чаще всего бюджетные малолитражки.

## Фрикционные вариаторы с жёсткой связью
Вариатор, в котором крутящий момент с ведущего на ведомое звено передаётся роликами или плоской лентой. Ведущее и ведомое звено в таких вариаторах могут быть расположены по разному.

### Торовый вариатор

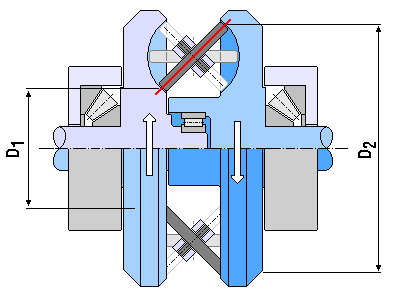
Фрикционный торовый вариатор

Принципиальная конструкция на иллюстрации. Называется торовым из-за того, что внутренняя рабочая поверхность соосно расположенной пары ведущего и ведомого фрикционных элементов образуют тор (тороид). Передаточным звеном в вариаторе являются ролики с изменяемым углом наклона к оси вращения пары основных фрикционных элементов. Количество роликов — 2 и более.
Передаточное отношение изменяется посредством синхронного регулирования угла наклона оси передаточных роликов. В том случае, если оси вращения дисков и роликов перпендикулярны, то вариатор работает как прямая передача. Наклон оси роликов в ту или другую сторону даёт повышающую или понижающую передачу. Диапазон регулирования обычно симметричен относительно прямой передачи. Реверс невозможен.
Применяются в автомобилестроении, в бесступенчатых автоматических трансмиссиях дорожных легковых автомобилей с относительно мощными моторами.

### Дисковый вариатор

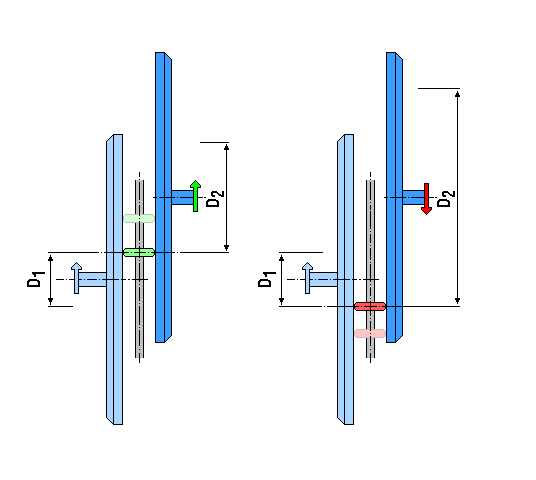
Фрикционный многодисковый вариатор с роликом

Принципиальная конструкция на иллюстрации.